# Кузнецов, Александр Павлович (учёный)
Александр Павлович Кузнецов (14 января 1947, Красноисетское, Курганская область — 2 ноября 2020, Щучанский район, Курганская область) — доктор биологических наук (1987), профессор (1988), заслуженный деятель науки Российской Федерации (2004). Ректор Курганского государственного педагогического института (1995—1998).

## Биография
Александр Павлович Кузнецов родился 14 января 1947 года в селе Красноисетском Красноисетского сельсовета Далматовского района Курганской области, ныне село входит в Далматовский муниципальный округ той же области. Отец — механик МТС, мать — бухгалтер в колхозе.
Когда Александру было 6 лет, семья переехала в город Далматово Курганской области. С 1953 года учился в школе, с 5 класса занимался в авиамодельном кружке Далматовского дома пионеров. Александр Кузнецов окончил восемь классов и поступил в радиотехническое училище в городе Каменск-Уральском, которое окончил в 1965 году по специальности слесарь-инструментальщик. Работал на Далматовском заводе «Молмашстрой».
В 1966 году поступил и в 1970 году окончил с отличием Курганский государственный педагогический институт, факультет физической культуры, получил специальность учителя физического воспитания средней школы.
Занимался спортом (хоккей с мячом, спортивная гимнастика), играл в хоккей с мячом за сборную команду Курганской области «Буревестник».
С 1970 года работал в Курганском государственном педагогическом институте: ассистент, с 1975 года — старший преподаватель кафедры анатомии и физиологии человека, доцент, профессор, с 1979 года — заведующий кафедрой анатомии и физиологии человека, с 1987 года — проректор по научной работе. В 1995—1998 годах — ректор Курганского государственного педагогического института. 30 сентября 1995 года создан Курганский государственный университет путём слияния КГПИ и КМИ, Кузнецов стал первым проректором КГУ.
В 1975 году в Ярославском медицинском институте защитил кандидатскую диссертацию на тему «Взаимоотношения между секрецией и экскрецией пепсиногена при мышечной деятельности». 
В 1987 году в Томском медицинском институте защитил докторскую диссертацию на тему «Секреторная функция желудка и поджелудочной железы у человека при гиперкинезии». Имеет учёное звание — профессор по кафедре физиологии человека (1988).
Проходил стажировку в США: в Лоренском университете (англ. Lawrence University), 1996 год и в Сиракузском университете, 2000 год.
В 1998—1999 — заместитель начальника Главного управления образования администрации Курганской области.
С 1999 года в Курганском государственном университете работал заведующим кафедрой анатомии, физиологии и гигиены человека, затем первым проректором, с 2002 года работал проректором по научной работе КГУ.
Академик международной академии наук экологии и безопасности жизнедеятельности (МАНЭБ), член Центрального Совета Всероссийского Физиологического общества им. И. П. Павлова, руководитель научной школы «Физиология экстремальных состояний», председатель областного отделения физиологического общества.
Автор более 230 научных работ, профессор — А. П. Кузнецов подготовил 5 докторов и 21 кандидатов наук.
Александр Павлович Кузнецов погиб 2 ноября 2020 года в дорожно-транспортном происшествии на трассе «Иртыш» в Щучанском районе Курганской области, ныне Щучанский муниципальный округ той же области. По сообщению ГИБДД, Nissan X-Trail двигался из Челябинска в Курган. Автомобиль выехал на встречную полосу, столкнулся с грузовиком. В результате водитель легкового автомобиля скончался на месте происшествия до приезда скорой помощи. Прощание было 6 ноября 2020 года в траурном зале ЖБИ. Похоронен на кладбище села Кетово Кетовского сельсовета Кетовского района Курганской области, ныне село — административный центр Кетовского муниципального округа той же области.

## Награды
- Звание «Заслуженный деятель науки Российской Федерации», 15 января 2004 года
- Знак «Отличник образования СССР»
- Знак «Лучший лектор Российской Федерации»
- Лауреат премии губернатора Курганской области, дважды: 1998 год и 2005 год
- Монография «Физиология подростка», в авторский коллектив которой входил А.П, Кузнецов удостоена первой премии Академии ПН СССР, 1989 год

## Семья
Женат, имеет трёх сыновей. Супруга — Смелышева Лада Николаевна, доктор медицинских наук; сыновья — Павел, Никита, Егор.